# Veniamin Netchaev
Ne doit pas être confondu avec Vladimir Netchaïev.
Veniamin Petrovitch Netchaev (russe : Вениамин Петрович Нечаев), née le 20 mars 1915 à Novonikolaïevsk et morte le 15 août 1987 à Léningrad, était un musicien (guitariste) et acteur de cinéma soviétique, membre du duo estrada de Netchaev & Roudakov, qui était populaire dans les années 1950. Il était l'artiste méritant de la République socialiste fédérative soviétique de Russie (1961).

## Enfance et jeunesse
Veniamin Netchaev est né à Novonikolaïevsk le 20 mars 1915. Il est diplômé de l'école de musique. En 1938, il devient lauréat du concours All-Union des artistes-instrumentistes. Il a travaillé dans l'orchestre du comité radio de Novossibirsk. Il a combattu pendant la Seconde Guerre mondiale.

## Duo Netchaev & Roudakov
Il a rencontré Pavel Roudakov à Khabarovsk pendant leur service militaire dans les années d'après-guerre. Après la démobilisation, ils ont travaillé au Philharmonie extrême-orientale pendant environ trois ans.
En 1948, Netchaev et Roudakov forment un duo d'estrada et donnent leur premier concert à Léningrad. Ils se sont accompagnés; les paroles pour eux ont été écrites par Konstantinov, Ratser, Greï, Merlin. Des paroles ont été écrites sur des questions d'actualité (dans le journal le matin – en vers le soir) façonnant ainsi la popularité du duo qui était devenu l'un des signes des temps du dégel de Khrouchtchev. Même Nikita Khrouchtchev lui-même a traité Netchaev et Roudakov avec sympathie; les artistes ont été invités à d'importantes réunions sur les questions culturelles.
En 1962, le duo est dissous. Le duo a été réuni une fois spécialement pour le tournage de Moscou ne croit pas aux larmes - le réalisateur les a invités à participer au film, en vue de recréer l'atmosphère des années 1950.

## Des années plus tard et la mort
Après 1962, Netchaev a travaillé comme présentateur. Il est décédé le 15 août 1987 à Léningrad.

## Filmographie
- 1959 – Не имей сто рублей...[4] – chef metteur en scène du théâtre[5] ;
- 1980 – Moscou ne croit pas aux larmes[6] – caméo[5].